# Patxi Ondarra
Pour les articles homonymes, voir Ondara (homonymie).
Patxi Ondarra ou Francisco Ondarra Erdocia (père Francisco de Bakaikoa), né le 19 mai 1925 à Bakaiku et mort le 30 juillet 2005 à Pampelune, est un prêtre, philologue, écrivain et académicien basque espagnol de langue basque et espagnole.

## Biographie
Licencié en philologie espagnole et diplômé en anglais à l'université nord-américaine du Michigan, il est aussi membre de la Commission d'archéologie du Prince de Viana et membre titulaire d'Euskaltzaindia ou Académie de la langue basque. 
Patxi Ondarra est un collaborateur des revues telles que Zeruko Argia, Boletín de la Real Sociedad Bascongada de Amigos del País, Fontes Linguae Vasconum, Cuadernos de Etnología y Etnografía de Navarra et Euskera, entre autres.
Ses études se concentrent principalement sur le mégalithisme en Navarre et sur le dialecte navarrais. Il est l'auteur de Apeo del Baztán (1726-1727) et Voces vascas de Bacaicoa.

## Publications
- Voces vascas de Bacaicoa, Boletín de la Real Sociedad Bascongada de Amigos del País, 1965 ;
- Producción literaria de Joaquín Lizarraga, 1972 ;
- Ongui iltzen laguntzeco itzgaiak, 1974 ;
- La parábola del hombre y el dragón, 1977 ;
- La escuela de gramática de Joaquín Lizarraga, 1978 ;
- Manuscrito de pláticas en euskera guipuzcoano, 1978 ;
- Catecismo del siglo XVIII en vascuence de Uterga (Valdizarbe), 1980 ;
- Joakin Lizarraga Elkanokoaren lanen edizio kritikoak, 1980 ;
- Joaquin Lizarraga en el Diccionario de Azkue. 1980 ;
- Goñibarko euskara XVIII. mendeko sermoietan, 1981  ;
- Primer sermón en vascuence navarro (1729), 1981 ;
- Materiales para un estudio comparativo del vascuence de Elcano, Puente la Reina, Olza y Goñi, 1982 ;
- Apeo del Baztán (1726-1727), Príncipe de Viana, 1984;
- Dos plásticas en vascuence del siglo XVIII, 1987 ;
- Goñerrin aurkitutako sei euskal testu (1743-1753), 1989.